# Карло Галімберті
Карло Галімберті (італ. Carlo Galimberti, 2 серпня 1894 — 10 серпня 1939) — італійський важкоатлет.
Олімпійський чемпіон 1924 року в категорії до 75 кг, срібний призер 1928 (до 75 кг), 1932 (до 75 кг) років.